# Fertilità
La fertilità è in generale la capacità di riproduzione degli organismi viventi.
Essa si riferisce indifferentemente ad individui di ogni sesso, ma può riferirsi anche ad una popolazione. Quando si intende invece riferirsi ai risultati riproduttivi di una popolazione si utilizza il termine fecondità.

## Demografia
Nell'ambito della demografia il termine fertilità si riferisce alla capacità biofisiologica di procreare. In questo ambito scientifico essa si differenzia dal termine fecondità, un parametro che indica la manifestazione concreta della capacità a procreare, in relazione ai risultati riproduttivi e non alla capacità in sé.
Accezioni ancora diverse hanno i termini prolificità e produttività, solitamente caratterizzati dal conteggio o meno dei nati morti o aborti, oltre ai nati vivi.
Tutte le nomenclature sopra citate si differenziano dalla nozione di natalità perché, mentre quest'ultima si riferisce all'intera popolazione, le diciture fertilità, fecondità, prolificità si riferiscono tutte alla sola fascia della popolazione in grado di procreare, in situazioni normali.
Nei paesi di lingua anglosassone, a differenza di quelli neolatini, i termini fecondità e fertilità hanno in genere accezioni inverse tra loro.

## Medicina e biologia

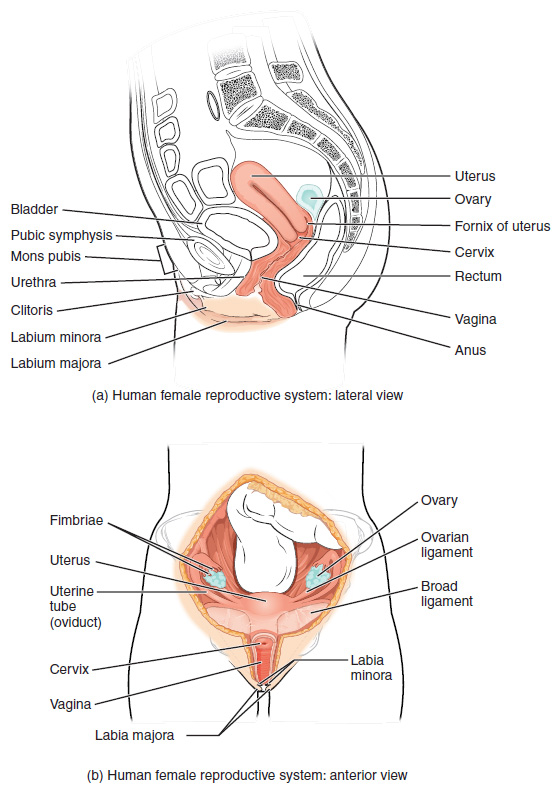
Apparato riproduttivo femminile

Nell'ambito medico e biologico, la fertilità si riferisce a tutti gli esseri viventi ed è rappresentata dalla capacità biofisiologica di riprodursi. Il suo opposto è l'infertilità.
In particolare nella terminologia medica l'infertilità si riferisce ad un'alterazione patologica della funzione riproduttiva della donna, tale da impedire la buona riuscita della gravidanza, pur essendo integra la capacità al concepimento. Le cause possono essere malformazioni congenite o insufficiente sviluppo dell'apparato genitale ed in particolare dell'utero, disturbi dell'equilibrio ormonale, processi patologici a carico della parete uterina (per es. tumori benigni), anomalie di posizione dell'utero.
Nella riproduzione umana, una coppia si dice infertile quando, per cause relative all'uomo o alla donna, non riesce ad ottenere una gravidanza dopo un anno o due di rapporti costanti e non protetti. Il termine infertilità, quindi, al contrario di sterilità, non si riferisce ad una condizione assoluta, bensì ad una situazione generalmente risolvibile e legata ad uno o più fattori interferenti.

## Società

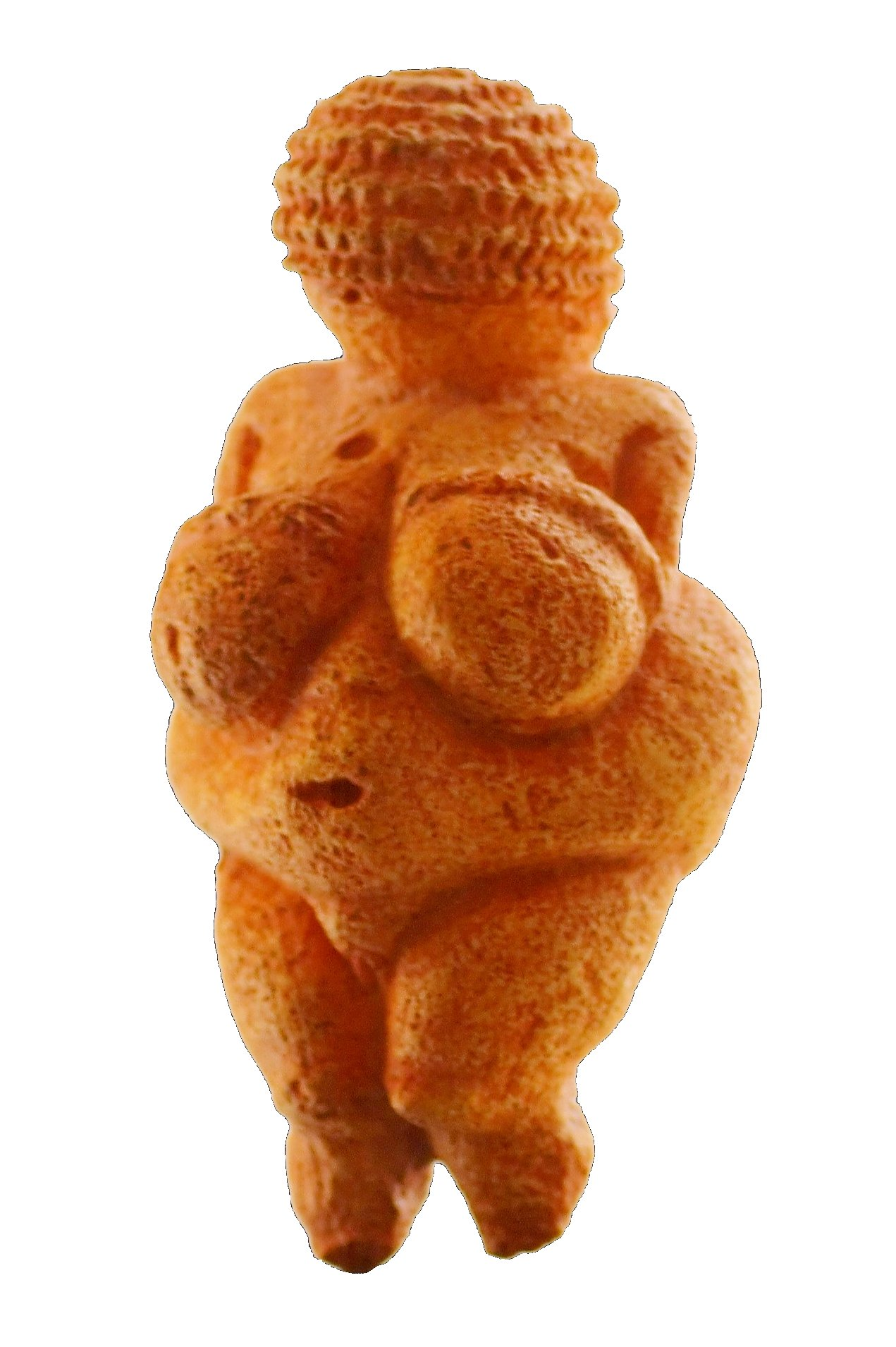
La Venere di Willendorf simbolo di fertilità

Nella cultura la fertilità è stata soggetto di interesse scientifico e culturale. Tra i più antichi ritrovamenti al riguardo vi sono le veneri paleolitiche, statuette preistoriche raffiguranti donne con attributi sessuali molto pronunciati e perciò classicamente ritenute dagli storici oggetto di venerazione a favore della fertilità e della dea madre. A tale proposito si parla di riti di fertilità.